# Austronucula schencki
Austronucula schencki är en musselart som beskrevs av Powell 1939. Austronucula schencki ingår i släktet Austronucula och familjen nötmusslor. Inga underarter finns listade i Catalogue of Life.